# Innisca eupatagia
Innisca eupatagia är en fjärilsart som beskrevs av George Francis Hampson 1892. Innisca eupatagia ingår i släktet Innisca och familjen tandspinnare. Inga underarter finns listade i Catalogue of Life.